# Krattvitmossa
Krattvitmossa (Sphagnum centrale) är en bladmossart som beskrevs av Christian Erasmus Otterstrøm Jensen 1896. Enligt Catalogue of Life ingår Krattvitmossa i släktet vitmossor och familjen Sphagnaceae, men enligt Dyntaxa är tillhörigheten istället släktet vitmossor och familjen Sphagnaceae. Arten är reproducerande i Sverige. Inga underarter finns listade i Catalogue of Life.